# Dominique A
Dominique A, nom de scène de  Dominique Ané, né le 6 octobre 1968 à Provins en Seine-et-Marne, est un auteur-compositeur-interprète français. 

## Biographie

### Famille et formation
Dominique Ané est le fils unique d'un professeur du secondaire d'origine ariégeoise et d'une mère au foyer parisienne. Né à Provins, il y habite jusqu'à l'âge de quinze ans, avec un intermède de neuf à onze ans où il réside à la Bretonnière, lieu-dit de la commune de Rouilly distant de trois kilomètres. À son retour, il s'installe rue des Marais,. L'année de ses quinze ans, son père est muté à Nantes, il y finit ses études secondaires. Adolescent, il se passionne pour la littérature et la musique, ses goûts s'orientent vers le courant punk, puis le romantisme ténébreux de la new wave dont il apprécie en particulier le titre Partir du chanteur Gisor qui le marque « intimement » et sur lequel il s’entraînera au chant.
Après le baccalauréat, il étudie les lettres modernes pendant un an et, parallèlement, fait quelques petits boulots dont celui d'homme à tout faire dans une radio FM nantaise. Vers dix-sept ans, il monte un groupe avec quelques amis, baptisé John Merrick en référence au héros de Elephant Man, film de David Lynch qu'il apprécie tout particulièrement. Le quatuor donne quelques concerts dans la région nantaise et enregistre même quelques 45 tours au style sombre et tourmenté. Puis il compose quelques titres avec le chanteur Philippe Katerine, mais dans un registre très différent, beaucoup plus enlevé.

### Débuts
Dominique A commence sa carrière au début des années 1990 en composant et enregistrant des chansons de manière très minimaliste, quoique dans un esprit rock. Il refuse d'être apparenté à la chanson à texte, qui pour lui équivaut à une « chanson sans musique »,.
Son premier disque est auto-produit et s'intitule Un disque sourd. En 1992 sort La Fossette, premier album officiel produit par le label nantais Lithium, il contient cinq titres présents sur Un disque sourd. Il est aussitôt remarqué et apprécié par Arnaud Viviant de Libération et Bernard Lenoir du magazine Les Inrockuptibles. Ce dernier le programme par ailleurs dans ses Black sessions de France Inter. Il sera, de 1993 à 2009, invité sept fois aux Black sessions. La chanson Le Courage des oiseaux devient un succès underground et constituera progressivement une pierre angulaire de son répertoire, régulièrement reprise et devenue une source d'inspiration pour d'autres artistes de l'écrit qui en soulignent la forte teneur poétique, « force motrice » de son œuvre.
À partir de 1992, il commence à se produire sur scène, soit en groupe, soit en solo.
Sa notoriété s'accroît en 1995 avec Le Twenty-Two Bar, titre issu de l'album La Mémoire neuve. Mais il reçoit négativement ce succès, il trouve cette chanson « maladroite ». Dominique A est alors souvent cité par la presse musicale au côté d'artistes tels que Miossec, Arthur H ou Thomas Fersen comme incarnant la nouvelle scène française. Nommé aux Victoires de la musique dans la catégorie « révélation masculine », alors qu'il en est déjà à son troisième album, il modifie les textes du Twenty-Two Bar qu'il interprète en direct. « À la télévision française, dira-t-il, je chantais… et devant moi, les gens dormaient… ».
À l'automne 1999 parait Remué, album enregistré à New York et en Bretagne et décrit comme le plus sombre et torturé de sa discographie.
En 2000, il compose la musique du film Banqueroute de Antoine Desrosières.
En 2001, sur l'album Auguri produit par John Parish, il fait une reprise d'une chanson du groupe Polyphonic Size, Je t'ai toujours aimée.

### Le Détour
La découverte du nouvel album d'Alain Bashung en 2002 (L'Imprudence) est un choc pour lui. Cet album provoque une profonde remise en question et il décide d'explorer de nouvelles façons de travailler. Il profite de ce moment pour compiler ce qu'il considère être sa première période dans un coffret longbox, intitulé Le Détour. Il demande pour l'occasion à ses fans d'écrire sur leurs rapports à sa musique et quelques-unes des lettres sont incluses dans le livret.
Pour l'album suivant, il tente une nouvelle expérience et, pour la première fois, laisse les rênes de la production de son album à des tiers. C'est l'équipe de L'Imprudence qui travaille avec lui sur Tout sera comme avant. L'album sort en 2004, mais les fans ont du mal à s'y retrouver[réf. nécessaire]. Parallèlement sort un recueil de nouvelles au même titre, recueil collectif d'une quinzaine d'écrivains, qui s'inspirent chacun d'un titre de l'album pour en tirer une nouvelle. Parmi ces écrivains figurent Richard Morgiève, Olivier Adam, Brigitte Giraud, Arnaud Cathrine et Chloé Delaume. Dominique A y participe également, avec la nouvelle « Le Départ des ombres ». À la même époque, il se produit beaucoup sur scène, dans diverses configurations : large, minimale ou même seul, en s'essayant à la technique de l'oversampling.
En 2005, à la suite d'un voyage au Groenland, il écrit l'album L'Horizon, un nouvel opus pour lequel il renoue avec le producteur Dominique Brusson qui avait déjà réalisé Remué. Fait notable : c'est la première fois que Dominique A collabore de nouveau avec un de ses anciens producteurs. Ayant récemment quitté la maison de disques Labels pour pouvoir profiter d'une pleine liberté de création, c'est donc tout naturellement qu'il a souhaité s'entourer de « proches » (Sacha Toorop ou Olivier Mellano, ainsi que des musiciens l'ayant accompagné sur la tournée Tout sera comme avant) pour ce nouvel album paru en mars 2006, qu'il a annoncé comme étant le plus expérimental à ce jour.
En 2007, après une grande tournée, il sort son premier album live, Sur nos forces motrices, pour accompagner la sortie chez Textuel d'un livre de Bertrand Richard consacré à sa carrière : Les Points cardinaux. En décembre 2007, Dominique A présente cet album, distribué par Random Records, en Argentine lors de deux concerts solo, à l'invitation de l'Alliance française de Rosario et de Buenos Aires.
En 2009, en réaction aux grands espaces de L'Horizon et au renouveau folk de la scène française,,, Dominique A enregistre chez lui sur un petit studio portatif son nouvel opus : La Musique. Le disque est donc très électronique, comme son premier album. Le mixage, confié entièrement à Dominique Brusson, faisant toutefois toute la différence : « La Fossette version Red Bull » dira l'auteur. La même année, la Fnac lui propose une carte blanche pour compiler les chansons d'artistes de son choix. La compilation sort sous le titre Songs Over Troubled Water, en référence à Bridge over Troubled Water de Simon et Garfunkel.
Le 7 janvier 2010, l'académie Charles-Cros lui décerne le prix In Honorem Interprètes pour l'ensemble de son œuvre.

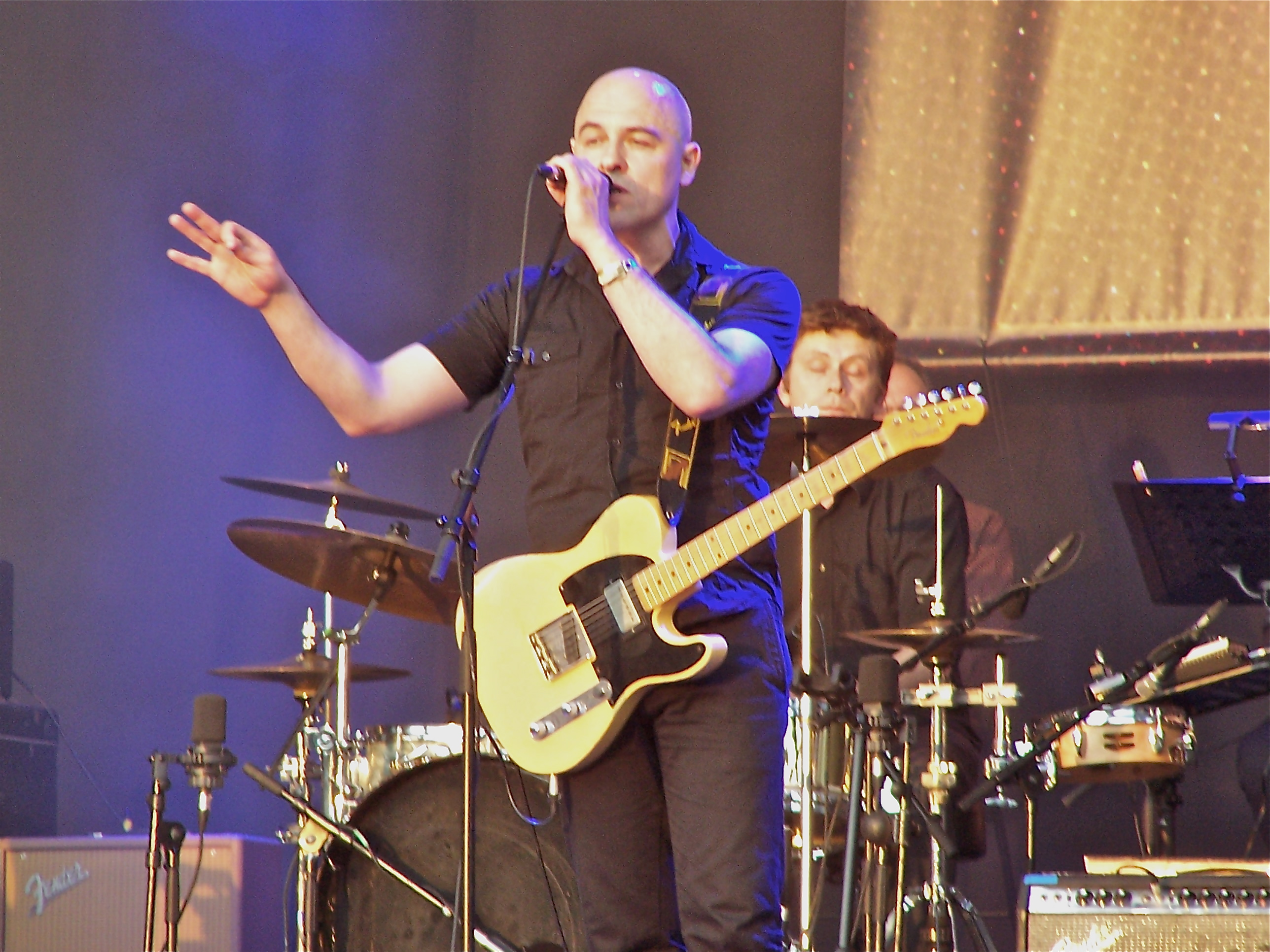
Dominique A en juillet 2012 au Festival Fnac Live à Paris.

Le 9 janvier 2012, pour ses vingt ans de carrière, Cinq7 sort l'intégrale de Dominique A, soit huit albums réédités, augmentés chacun de titres dont certains inédits. Le 26 mars 2012, sort son neuvième album, Vers les lueurs. Celui-ci prend une nouvelle fois le contre-pied du précédent : plus de travail solitaire, mais une formation rock classique – celle qui l'accompagne en tournée – et un quintet à vent. l'album reçoit un excellent accueil critique,.
Le 8 février 2013, il obtient la Victoire de la musique de l'« Artiste masculin de l'année, ». En février il est présent sur le disque L'Hiver et la Joie de Robi avec le duo Ma route.
Son dixième album studio, Éléor, paraît en CD et vinyle en mars 2015, accompagné d'un second disque Autour d'Éléor comprenant douze titres supplémentaires qui constituent le prolongement artistique de l'album.
En 2018 sortent deux albums contrastés répondant à ses « envies de son et d'écriture contradictoires ». Toute latitude, premier volet aux sonorités électriques sort en mars, suivi en octobre de La Fragilité, versant intimiste de ce diptyque. Ces deux albums seront interprétés à l'occasion d'un week-end consacré à l'artiste à la Philharmonie de Paris.
En avril 2020, pendant la période de confinement due à la crise du Covid19, il sort une reprise d'un titre de Marc Seberg, L'Éclaircie.

## Collaborations
Dominique A collabore régulièrement aux projets d'autres artistes. Ainsi, il continue à participer à l'écriture des albums de Françoiz Breut, malgré leur séparation à la ville. Il a également composé plusieurs titres pour le deuxième album de Jeanne Balibar (Slalom Dame) ainsi qu'une chanson pour Jane Birkin (Où est la ville ? sur l'album Fictions). En 2003, il reprend le titre Mon camarade, sur la compilation Avec Léo en hommage à Léo Ferré.
Il inspire aussi certains artistes plus instrumentaux, comme Yann Tiersen, pour assurer la partie vocale de la chanson Monochrome de l'album Le Phare. Avec ce dernier, il fait également quelques brèves incursions sur les albums de Dominique Petitgand avec Le Point de côté et Mon possible parus sur le label Ici, d'ailleurs... De même, en 2002, le groupe électro Oslo Telescopic fait appel à lui pour leur album The Dominique O Project.
D'autres collaborations sont plus ponctuelles. Par exemple, il a chanté en trio avec Keren Ann et Vincent Delerm sur le second album de ce dernier (Kensington Square) sur la chanson Veruca Salt et Frank Black. Il apparaît également sur l'album Vu d'ici du groupe de rap Psykick Lyrikah, sur le titre Un point dans la foule.
En 2009, il collabore  à l'album de Calogero L'Embellie pour lequel il écrit trois titres : La Fin de la fin du monde, J’attends et Passage des cyclones. Puis il reprend, en duo avec Kent, Je suis un kilomètre sur l'album Panorama, seule reprise pour laquelle il donne carte blanche à un autre artiste sur les arrangements. Il enregistre aussi le duo Personne sur l'album Western de Saule. La même année, il participe à l'album expérimental We Hear Voices rejoignant pour l'occasion les musiciens du groupe Jack the Ripper, réunis au sein du projet des Fitzcarraldo Sessions. Dominique A pose sa voix sur le morceau intitulé L'Instable.
En 2011, sur l'album du groupe Weepers Circus, intitulé N'importe où, hors du monde, Dominique A signe un texte en prose inédit (non mis en musique). Il participe à l'album Les Eaux profondes (2011) de Laetitia Velma, en tant qu’arrangeur, et écrit L'Eté Summer pour l'album Bichon de Julien Doré. En 2012, il écrit pour Circus, groupe formé par Calogero, Stanislas, et d'autres musiciens. Il écrit Les nuits romaines. En 2014, il collabore à nouveau avec Calogero en écrivant la chanson Elle me manque déjà, issue de son nouvel album Les Feux d'artifice. Etienne Daho choisit sa chanson En surface comme quatrième single de son album Les Chansons de l'innocence retrouvée. En 2015, il participe au conte musical écologique Les Symphonies Subaquatiques aux côtés de Jacques Gamblin, Agnès Jaoui, Marianne James et Kent, édité en Livre-disque aux Éditions des Braques.
En 2018, paraît En amont, album posthume d'Alain Bashung, qui inclut deux titres écrits, composés et accompagnés à la guitare par Dominique A (Immortels et Seul le chien se souvient), enregistrés par Bashung mais non retenus pour Bleu pétrole. L'album reçoit la Victoire du meilleur album de chansons lors des Victoires de la musique 2019. La même année, il écrit et compose Cligner des yeux pour Alex Beaupain en duo avec Françoise Fabian sur l'album de cette dernière.
Dominique A a influencé aussi de nombreux artistes. Son émancipation vis-à-vis de la chanson française à texte a beaucoup inspiré, entre autres, Miossec, Holden ou Arman Méliès, qui estiment que l'artiste leur a montré qu'il est possible de faire la musique qu'ils aiment en utilisant le français. Au-delà de la musique, de jeunes écrivains comme Arnaud Cathrine, Brigitte Giraud et Olivier Adam reconnaissent dans le travail de Dominique A une source d'inspiration pour leurs livres.
Dans un tout autre domaine, Dominique A a rédigé une chronique mensuelle dans TGV Magazine (entre 2000 et 2015).

## Engagements
En 2023, Dominique A soutient le mouvement contre le projet sur les retraites par un texte s'adressant au chef de l’État pour demander le retrait immédiat du projet, jugé « injuste, inefficace, touchant plus durement les plus précaires et les femmes », en plus d'être rejeté « par l'immense majorité de la population, et même minoritaire à l'Assemblée nationale ».
Le texte met en avant le devoir de solidarité face à une réforme qui « va frapper plus durement ceux qui exercent les métiers les plus difficiles, usants - tant physiquement que psychologiquement ».

## Discographie

### Participations
- 1993 : Le Discours de la méthode, sur l'album C'était un lundi après-midi semblable aux autres de Diabologum (sous le pseudonyme John Love[29])
- 1995 : Seagull Woman, sur l'album (version bonus) Sur des arbres de Silvain Vanot
- 1998 : Comme un seul homme, duo avec The Little Rabbits sur Free Wheel
- 2002 : The Dominique O Project, avec Oslo Telescopic
- 2003 : Mon Camarade, reprise sur album hommage à Léo Ferré, Avec Léo
- 2007 : Cloaca Maxima duo avec Jean Guidoni sur son album La Pointe rouge
- 2008 : Vie nouvelle, texte de François Vergne, adapté en musique par Dominique A, à la suite du festival Les Correspondances de Manosque, sur le livre disque collectif Fantaisie littéraire.
- 2008 : Un point dans la foule, sur l'album Vu d'ici de Psykick Lyrikah
- 2009 : Personne, sur l'album Western de Saule
- 2009 : L'instable, sur l'album We hear voices de The Fitzcarraldo Sessions
- 2011 : Je t'aime tant, reprise sur album hommage à Jacno, Jacno Future
- 2012 : La Dame brune, reprise en duo avec Daphné sur l'album Treize chansons de Barbara
- 2012 : Le Chevalier noir, Le Pêcheur et son ombre, duos avec OoTi sur La Boîte à ooTi
- 2013 : Message personnel de Françoise Hardy, reprise en duo avec Barbara Carlotti sur son album L'Amour, l'Argent, le Vent
- 2013 : Ma route, duo avec Robi sur son album L'Hiver et la Joie
- 2013 : For a Day, duo avec Mesparrow
- 2013 : En surface, duo avec Étienne Daho
- 2013 : Mon plus bel incendie  de Arman Méliès, réalisé par Julie Gavras
- 2014 : Léthé, duo avec le groupe de musique électronique Proksima
- 2015 : Adagio for a Howling Rider, sur l'album The Howling Rider de Loup Barrow
- 2015 : Les Symphonies subaquatiques[27], conte musical écologique aux côtés de Jacques Gamblin, Agnès Jaoui, Marianne James et Kent, Livre-disque, éditions des Braques. Il interprète « Phoebus le dauphin ».
- 2017 : Cet enfant-là, reprise de Barbara sur l'album Barbara du pianiste Alexandre Tharaud
- 2019 : Esseulés, duo avec Izia sur l'album Citadelle d'Izia
- 2020 : J'ai tué l'amour, nouvelle reprise de Barbara (qui figurait sur Auguri) sur l'album Le Poète du piano d'Alexandre Tharaud
- 2023 : Les Armées de la nuit sur l'album Cœur sacré - un hommage de Frédéric Lo à Daniel Darc

## Distinctions

### Récompenses
- 2013 : Victoire de la musique de l'artiste interprète masculin de l'année

### Décorations
- Officier de l'ordre des Arts et des Lettres (2016)[30].

### Publications de Dominique Ané
- Dominique A, Un bon chanteur mort, Paris, éd. La Machine à cailloux, coll. « Carré », 2009, 78 p. (ISBN 978-2-916734-04-0).
- Dominique Ané, Y revenir, éditions Stock, coll. La Forêt, 2012,  (ISBN 978-2-234-07177-3).
- Dominique Ané, Tomber sous le charme. Chroniques de l'air du temps, Le Mot et le Reste, 2014.
- Dominique Ané, Regarder l’océan, éditions Stock, coll. La Forêt, 2015,  (ISBN 978-2-234-07894-9).
- Dominique Ané, Ma vie en morceaux, éditions Flammarion, 2018, 224 p.
- Dominique Ané, Fleurs plantées par Philippe, éditions Médiapop, 2020  (ISBN 978-2-49143613-1), 64 p.[31] *
- Dominique Ané, illustrations d'Edmond Baudoin, Le Présent impossible, coll. Iconopop, éditions de l'Iconoclaste, 2022  (ISBN 978-2-3788-0304-9)

Ouvrages collectifs, participations
- Dominique Ané, « Le Départ des ombres », in Tout sera comme avant, éditions Verticales / éditions du Seuil, 2004 ; d'après son album homonyme sorti la même année.
- Dominique Ané, « L’Ouverture », in Paris, capitale du XXIe siècle ?, sous la direction de Stéphane Audeguy et Philippe Forest, La Nouvelle Revue française no 611, éditions Gallimard, février 2015[32].

### Ouvrage inspiré par Dominique Ané
- Collectif, Tout sera comme avant, Verticales / Le Seuil, 2004 
  - d'après son album homonyme paru la même année, recueil collectif d'une quinzaine d'écrivains, qui s'inspirent chacun d'un titre de l'album pour en tirer une nouvelle. Parmi ces écrivains figurent Richard Morgiève, Olivier Adam, Brigitte Giraud, Arnaud Cathrine et Chloé Delaume. Dominique A y participe également, avec l'écriture de la nouvelle Le Départ des ombres.

### Ouvrages consacrés à Dominique Ané
- Bertrand Richard, Dominique A : Les Points cardinaux, Paris, Éditions Textuel, coll. « Musik Profil », 2007, 118 p. (ISBN 978-2-84597-231-5). Retrace la carrière de Dominique A agrémenté d'illustrations, photos, etc.
- J'aurai ta peau Dominique A, éditions Glénat, de Arnaud Le Gouëfflec (scénario) et Olivier Balez (dessins), 2013  (ISBN 9782723490986). Polar autour du chanteur, dans lequel apparaît également Philippe Katerine[33]
- Dominique A, solide, éditions Locus Solus, 2020  (ISBN 9782368332795). Entretiens biographiques avec Grégoire Laville.
- J'aurais voulu faire de la bande dessinée de Philippe Dupuy, où Dominique A figure aux côtés de Stéphan Oliva[34].